# إيزابيل ينغارتن
إيزابيل ينغارتن (بالفرنسية: Isabelle Weingarten )‏ (و. 1950 – م) هي ممثلة، وعارضة، ومصورة من فرنسا. ولدت في باريس.

## وصلات خارجية
- إيزابيل ينغارتن على موقع IMDb (الإنجليزية)
- إيزابيل ينغارتن على موقع ألو سيني (الفرنسية)
- إيزابيل ينغارتن على موقع أول موفي (الإنجليزية)
- إيزابيل ينغارتن على موقع قاعدة بيانات الأفلام السويدية (السويدية)
- إيزابيل ينغارتن على موقع قاعدة بيانات الفيلم (الإنجليزية)
- إيزابيل ينغارتن على موقع كينوبويسك (الروسية)